# 學校成績表
學校成績表的用途是評定學生在各主科（語文，數學，科學等等）以及其他術科能力表現的指標，香港的學校多數分為兩個學期，每個學期舉行至少一次考試及多次的測驗，老師會把學生的成績登記，按名次排列先後次序，製成成績表，在小學及中學的家長日，老師會把成績表派發給學生的家長，讓家長了解子女各方面的學習表現。 學校成績表對於學生是決定他們未來的一份重要的文件。

## 學校成績表應有內容
- 各主科（語文，數學，科學，體育等等）在測驗及考試成績
- 全級名次
- 全班名次
- 操行
- 全年上課日數
- 缺席日數
- 遲到日數
- 姓名
- 班別
- 學號
- 學校名稱

## 用途

### 香港
在小學五年級及小學六年級，學校成績表會用作升中學的自行收生或叩門生的成績來決定取錄學生。

### 澳門
在高中三年級，教育及青年發展局與中國內地高等院校於每年十一月至翌年一月舉行招收澳門保送生考試，以及暨南大學和華僑大學分別舉行招收澳門保送生考試，均要求保送生提交高一、高二的成績表，高中兩年成績表將用作是否錄取的首要條件。